# Albert Novellón
Albert Novellón (Manresa, 1938 - Terrassa, 2019) és un artista català.
Llicenciat per la Facultat de Belles Arts de Sant Jordi de Barcelona, amb estudis de gravat, pintura i escultura a l'Escola d'Arts Aplicades de Terrassa. Entre el 1979 i el 2006, l'artista es va dedicar a la docència. La seva trajectòria professional compta amb diversos reconeixements, com el Premi Eugeni d'Ors i Premi Rafael Llimona en el Concurs de Pintura Jove organitzat per la Sala Parés de Barcelona o el Primer Premi de la IX Biennal de Pintura Ciutat de Terrassa. Novellón es considera del grup d'artistes que, influenciats pels corrents avantguardistes del segle xx, ha volgut experimentar amb l'art a la recerca d'experiències utòpiques. Hi ha obres seves al Museu d'art contemporani d'Eivissa, en el Museu d'art modern de Barcelona i al Museu de Terrassa.

## Exposicions rellevants
Ha exposat a sales de Terrassa, Rubí, Manresa, Sabadell (Acadèmia de Belles Arts), Barcelona (Galeria AS, Galeria Barcelona i Galeria Fidel Balaguer) i Tarragona (Galeria de la Rambla).
- 2013 - Centre Cultural Unnim de Terrassa

## Premis i reconeixements
- Primer Premi Ciutat de Terrassa de Pintura Jove.[1]
- Premi Eugeni d'Ors i Premi Rafael Llimona en el Concurs de Pintura Jove de la Sala Parés.
- Primer Premi de la IX Biennal de Pintura Ciutat de Terrassa.
- Segon Premi en la Internazionale d'Arte di Notto (Itàlia).
- Premi ELLSA de pintura[1]